# Epiherpia
Epiherpia is een geslacht van wormmollusken uit de  familie van de Epimeniidae.

## Soort
- Epiherpia vixinsignis (Salvini-Plawen, 1978)